# 法光寺 (市原市)
法光寺 (ほうこうじ) は千葉県市原市新堀1317-1にある日蓮宗の寺院。
山号は四天王山。別称あま茶寺。本堂正面にある日蓮宗の紋は井桁に三叉橘（三叉の橘は総本山身延山久遠寺を意味する。当山にそれがあるのは身延山久遠寺の末寺の意）。当山の寺紋は昇り藤。元々は下り藤。通常藤の花は下がっているが、23世日仁代の時、昇り藤に変更。

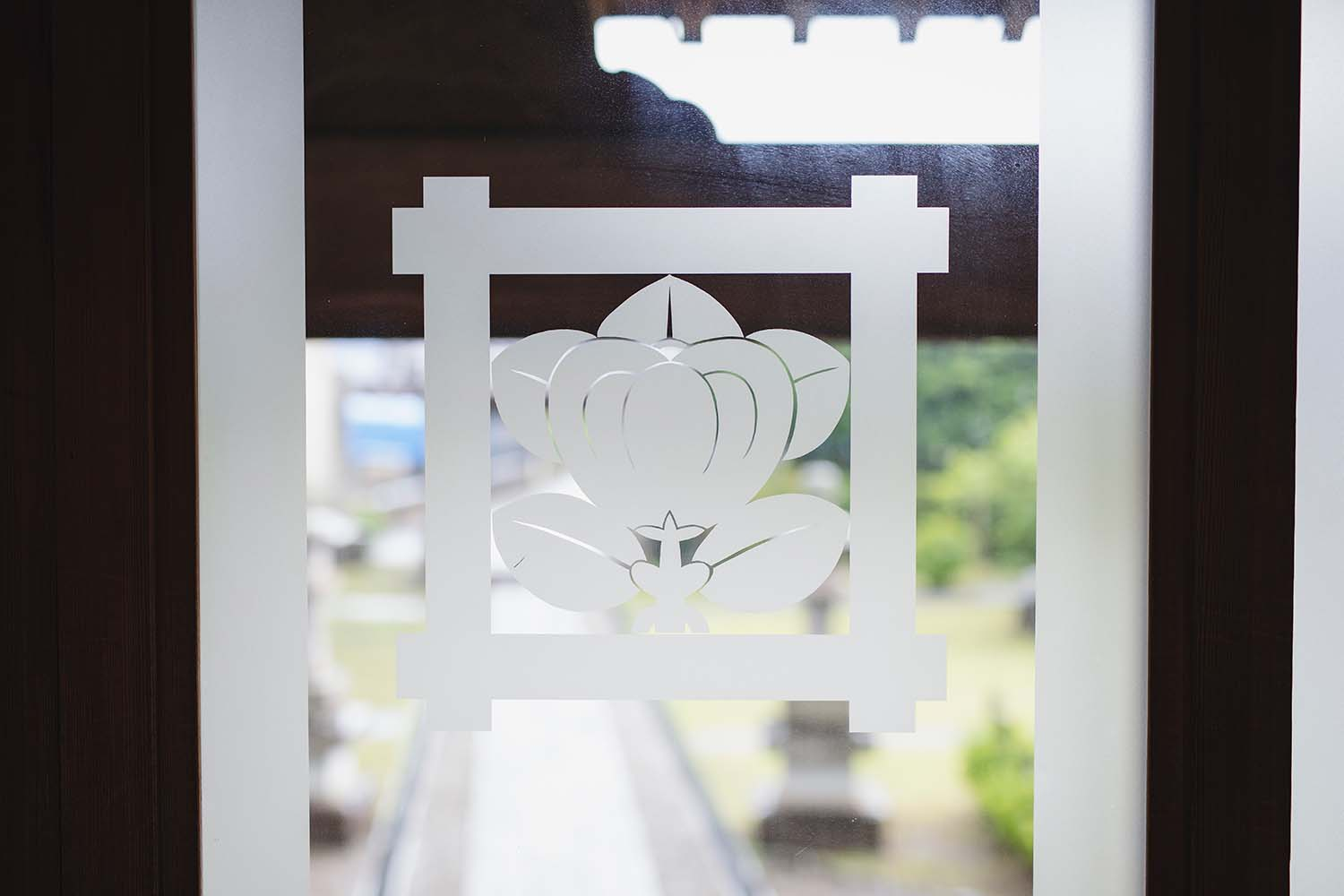
日蓮宗の紋
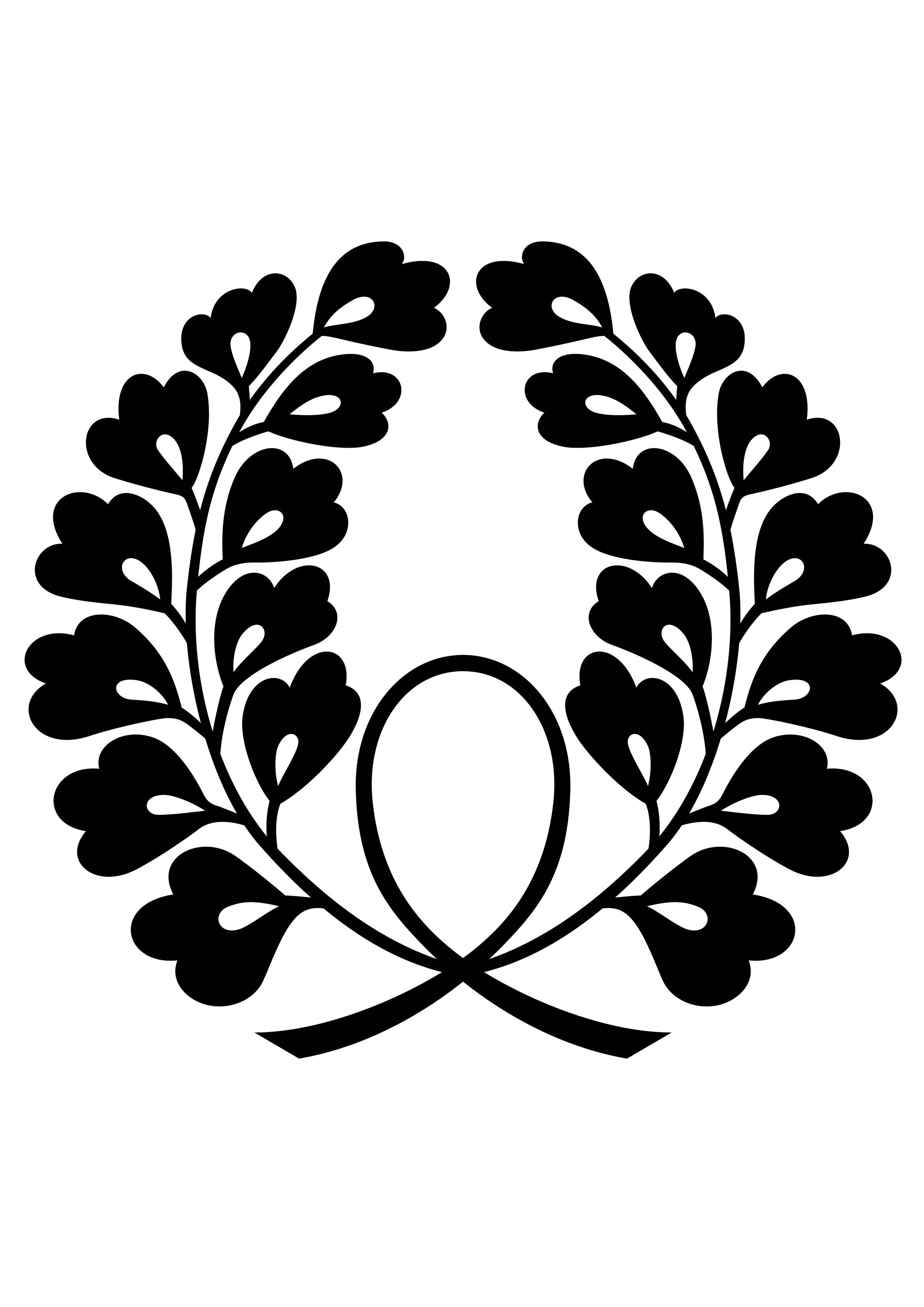
法光寺寺紋昇り藤

## 歴史
慶長2年（1597年）の創立。開山本成院日念。堀之内妙法寺を縁頭寺とする堀之内法縁。授法6万人と伝えられる江戸創成期の傑僧日念が、正法守護の四天王を奉じて法華黄金時代の一角を形成する活躍をした記念碑的寺院である。その後、7世日信は当山中興であり、墓石には「当寮開基日信聖人」と刻まれている。
また寺族墓地には法師大徳の墓石も多いところから、子弟の教育に尽力したことがわかる。
明治16年、本尊・山門のみを残し全山焼失、翌17年20世妙行院日円の第に鐘楼と鬼子母神堂を建立、佛祖三寶を仮安置、22年本堂、24年庫裡を独力で建立。当時、当山は檀収は無に等しく、この時期に廃寺となった例は付近に数多いことから、日円によって当山の今日がある。三十番神堂は昭和49年新築。当山中興日円頌徳碑がある。5世日晴は越後村田妙法寺23世へ。11世性梧院日和は市原光徳寺27世・小西学室77世へ。12世宝樹院日馨は飯高教蔵院314世へ。13世玄了院日芳は武州小向大雄寺で示寂。14世霊寿院日擁は飯高283世・駒籠高耀山21世へ。15世真譲院日顕は飯高前玄講主・阿仏坊32世へ。飯高156世・滝谷妙成寺31世春地院日珠は当山で示寂。第23世日仁は平成5年4月に厄除け浄行菩薩様勧請、同年浄行菩薩堂建立。平成6年8月には当時総代土屋正夫氏より手水舎と水神様を奉納。

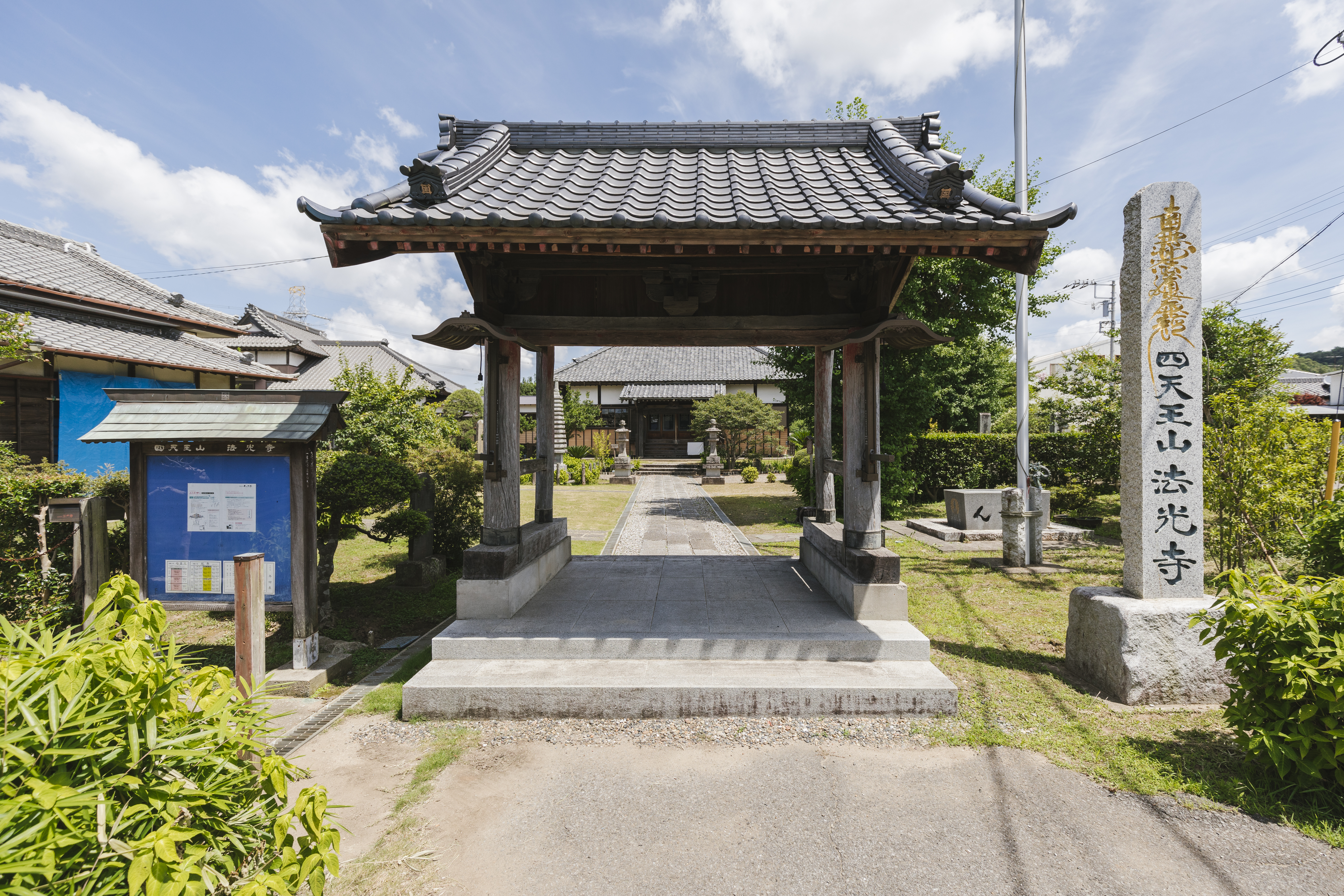
山門
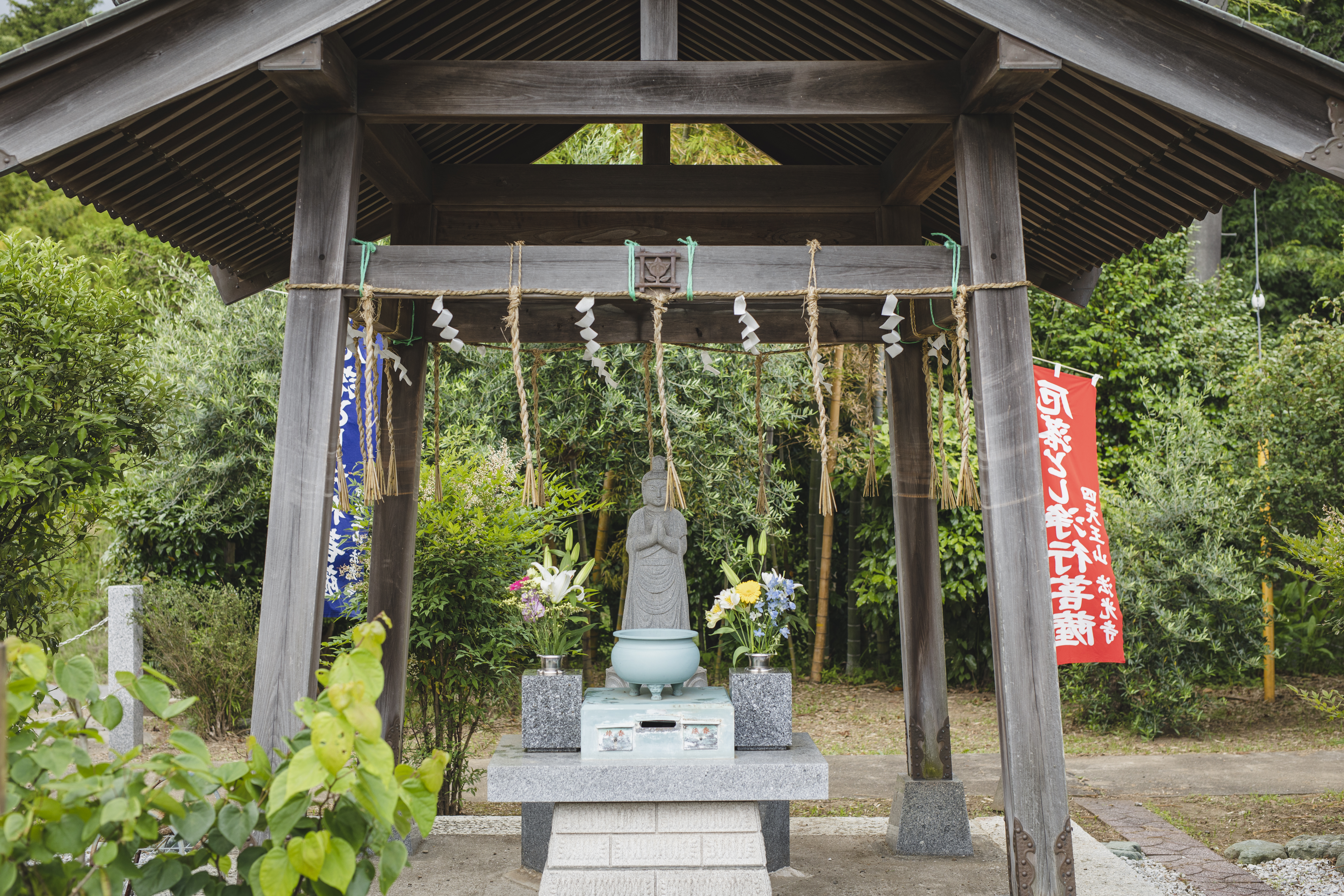
厄落とし浄行菩薩様
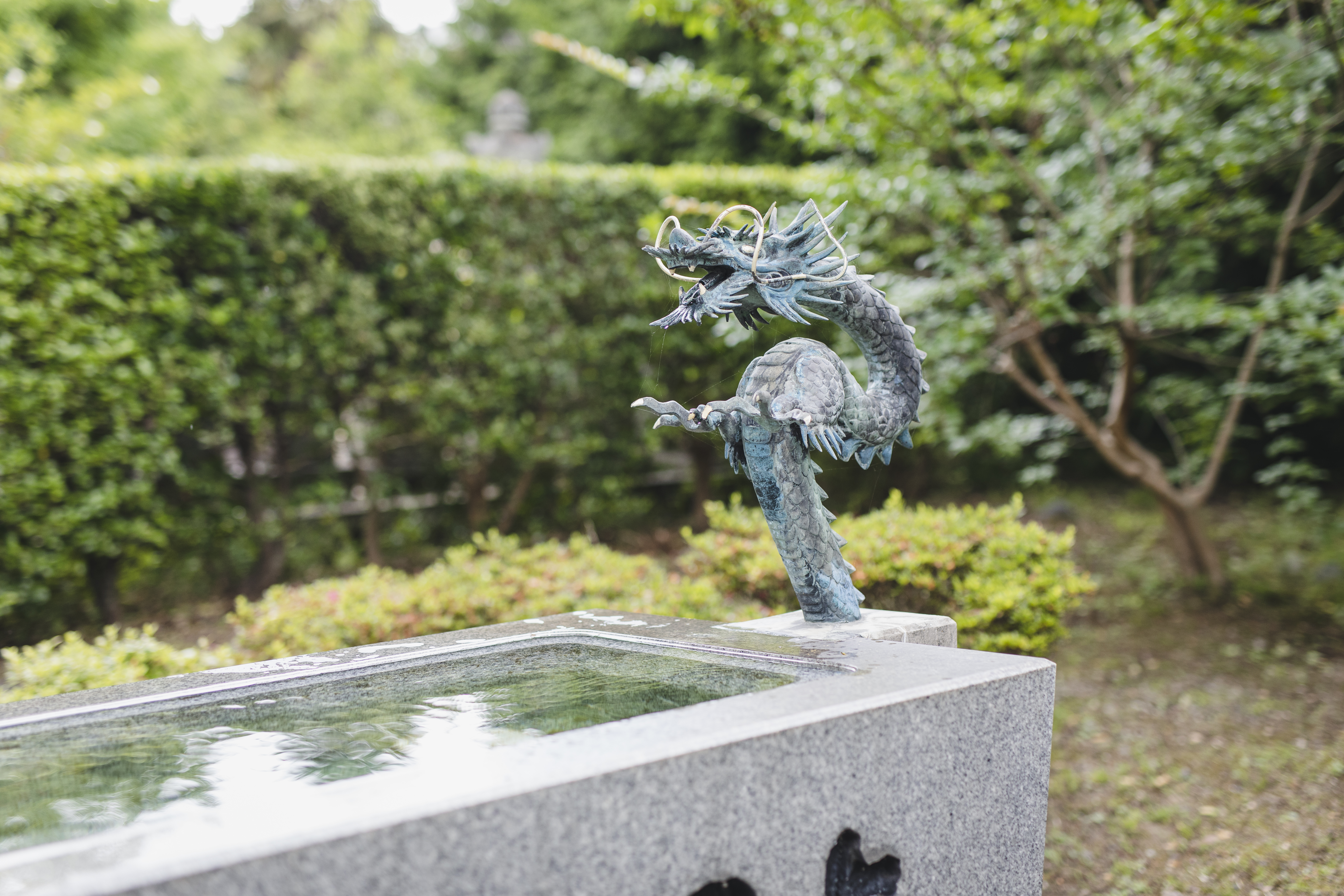
手水舎の水神様
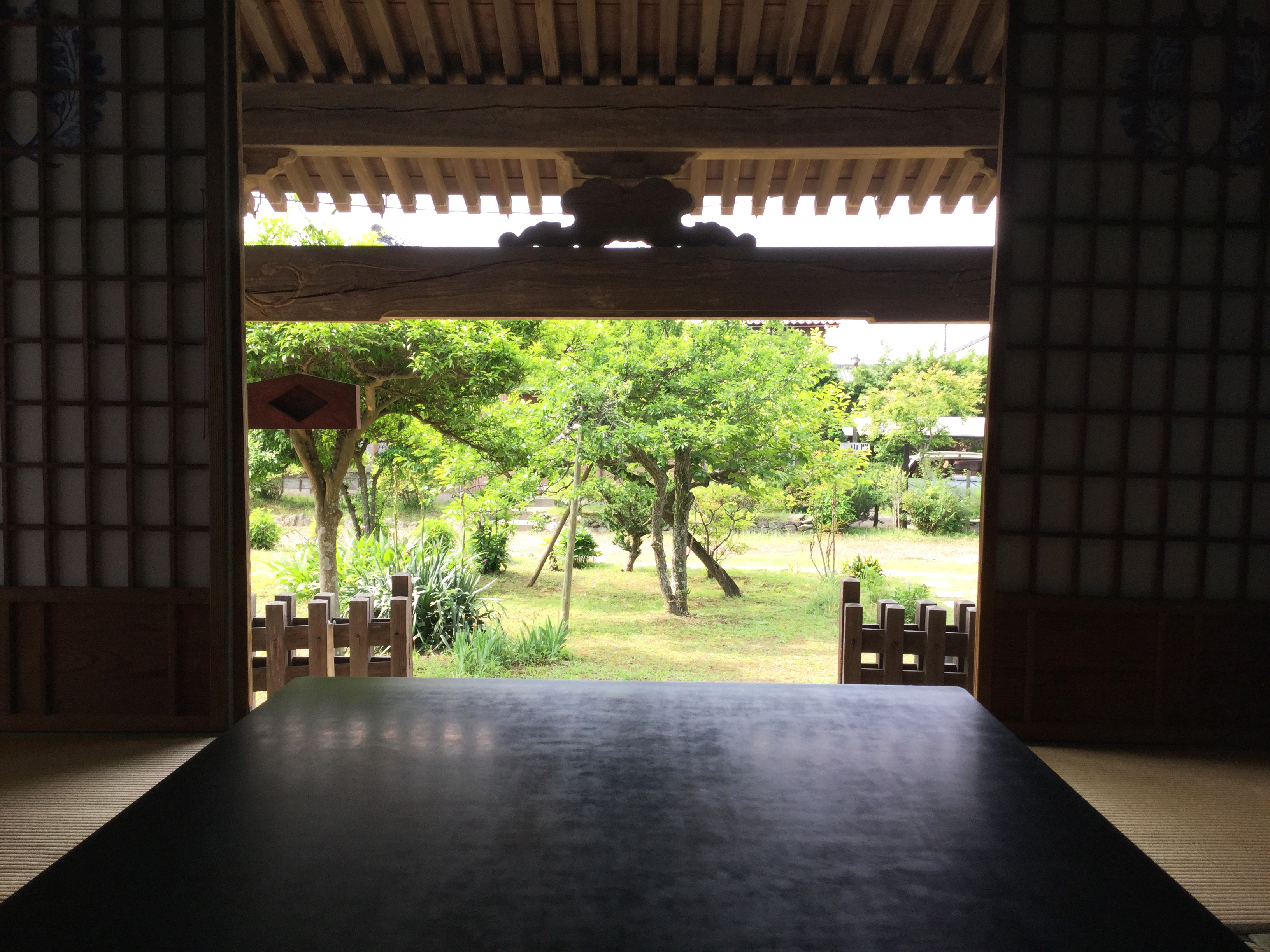
庫裡からの眺め
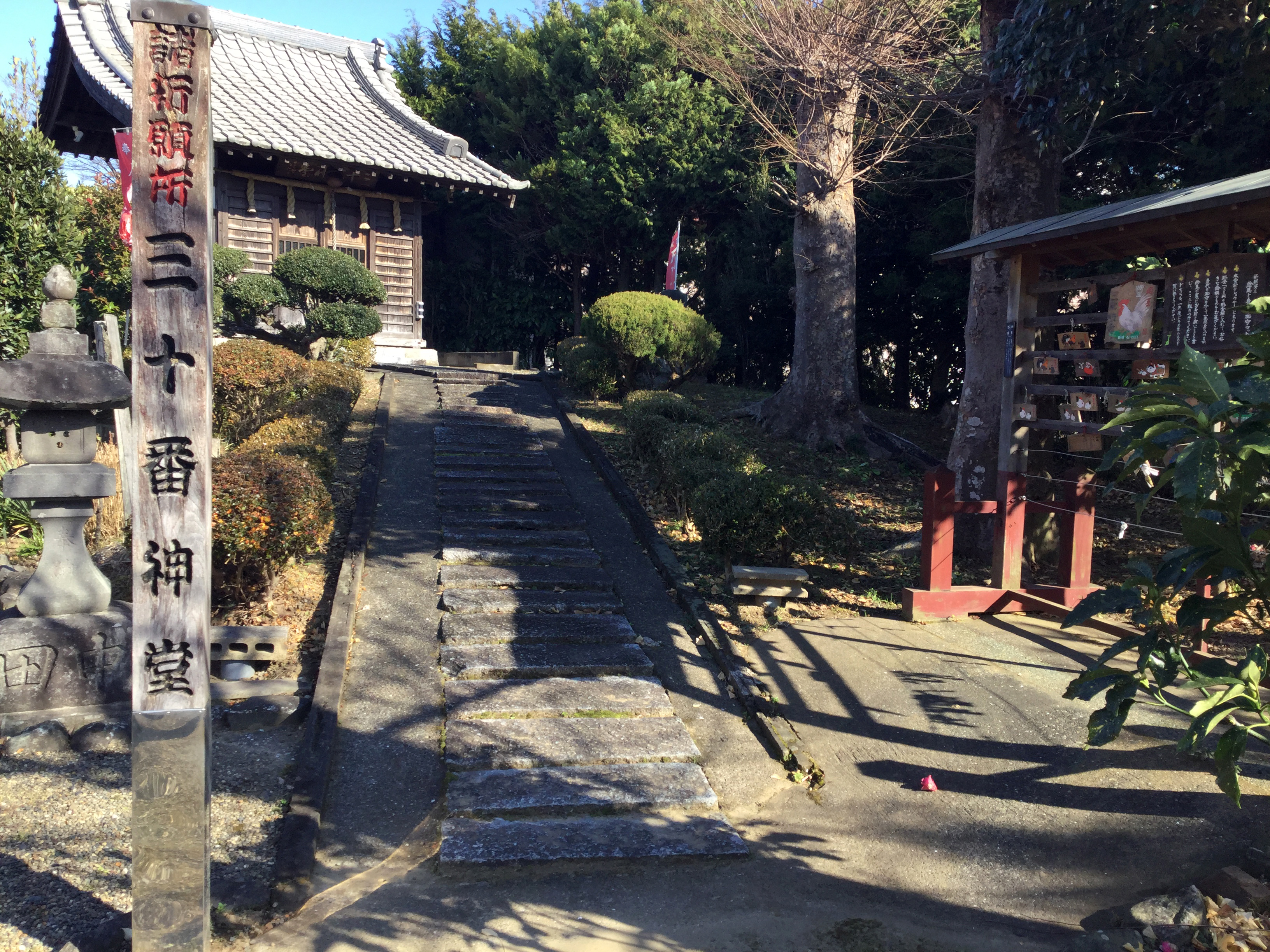
三十番神堂
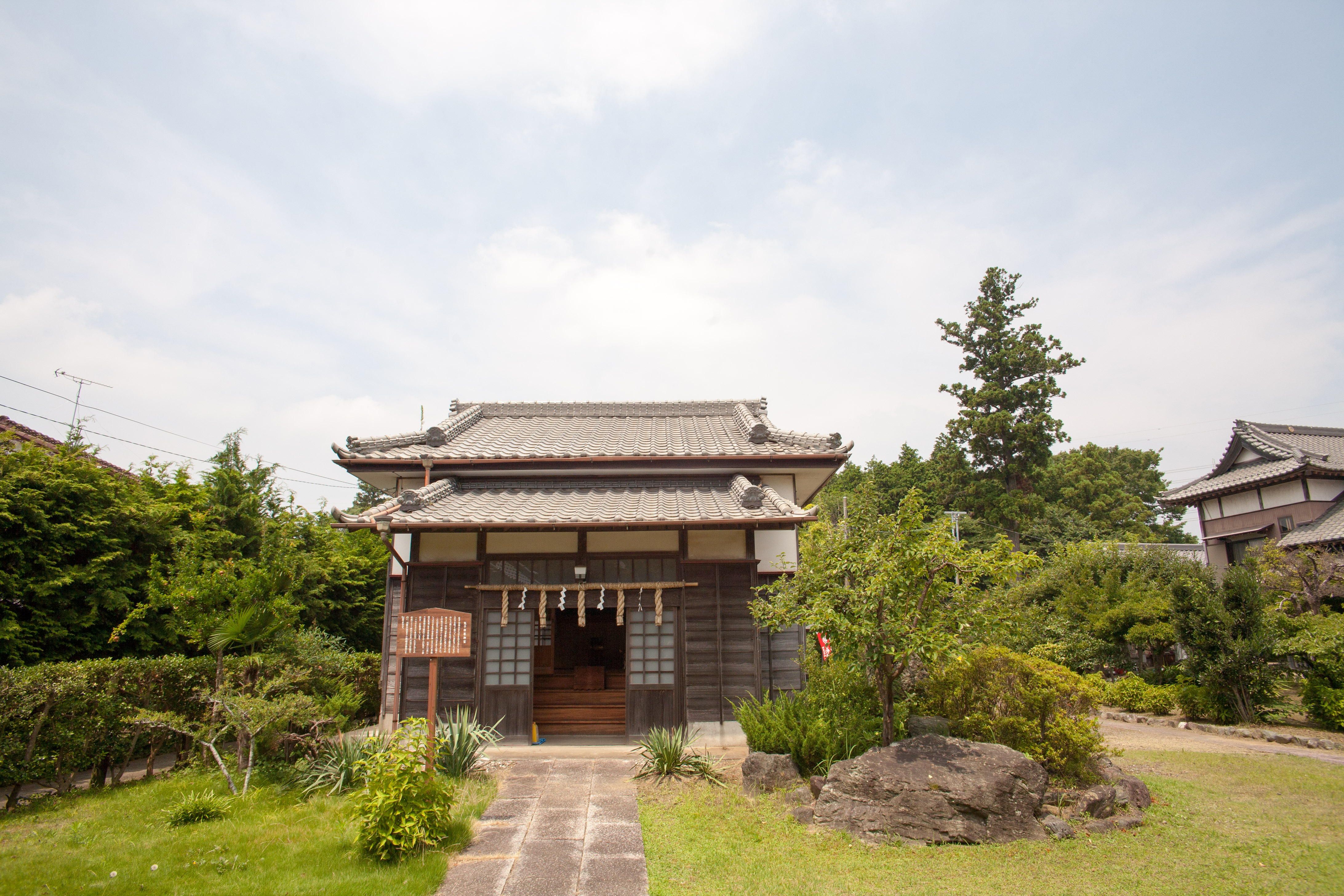
鬼子母神堂

## 旧本末寺
日蓮宗は昭和16年に本末を解体したため、現在では、旧本山、旧末寺と呼びならわしている。
- 旧本山 日円山妙法寺（東京都杉並区）
- 旧末寺 法性山佛蔵寺（市原市）

## あま茶寺の由来
第二十三世日仁（中島教解）の代より境内に108株の甘茶が植樹される。以来、毎年4月の第3日曜日に釈尊降誕会としてあま茶祭りが開催。これはお釈迦様のご誕生を祝って、天の神々が香水や甘露を降らせ、産ぶ湯とされた故事にならうが故。この時住職手作りの厄除け甘茶が無料で振る舞われる。製法は一子相伝門外不出。それ以来、近隣の住民にあま茶寺の愛称で呼ばれるようになった。令和の現在では境内の甘茶の木は120株。あま茶は100%手作りの無添加でしかも糖分ゼロ、本堂のお釈迦様の頭上にかけた後で、別室で自由に飲むことができる。これを飲むと1年間病気をしないとされ、また毒虫除けになるといわれている。

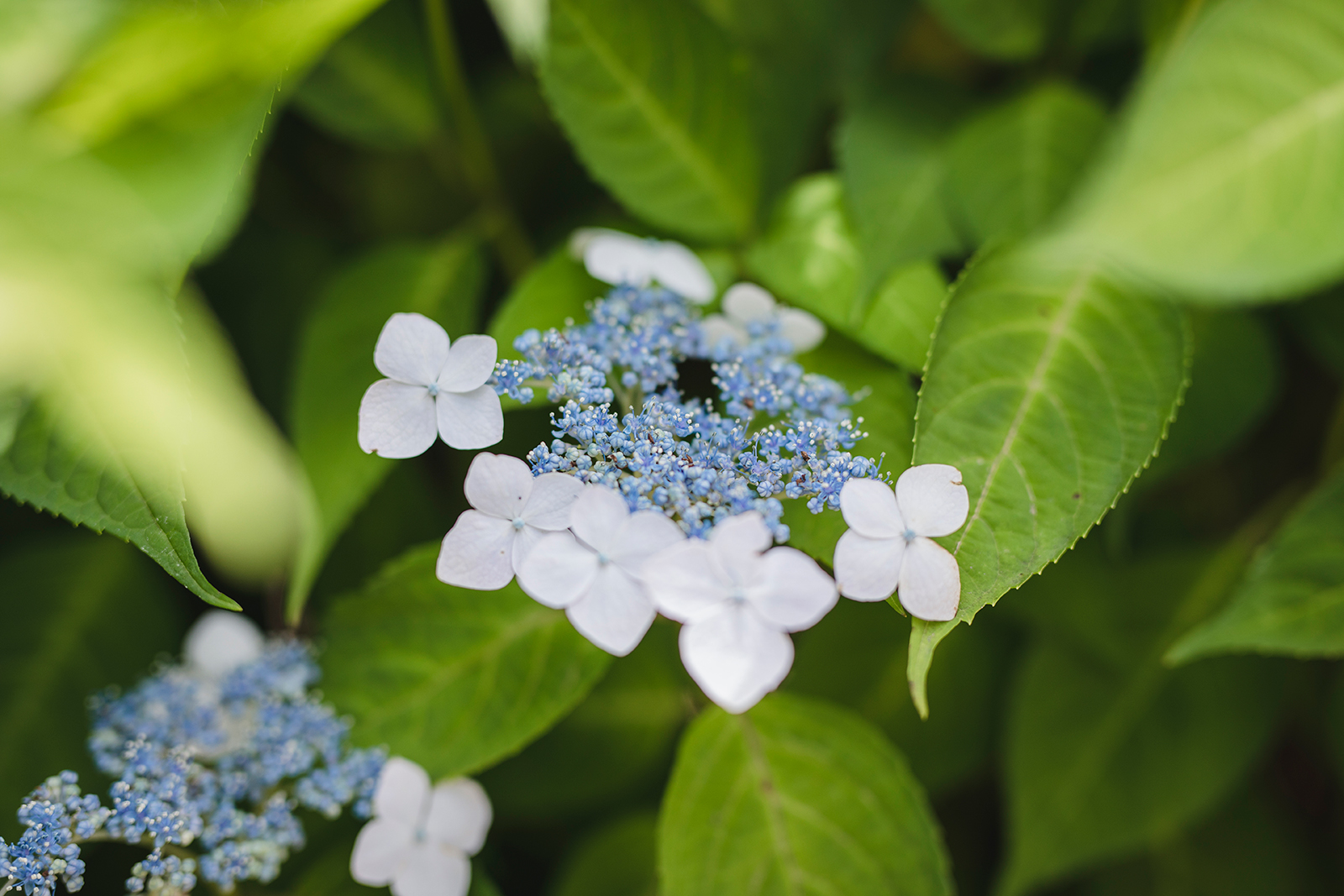
あま茶

## 明治16年の大火事
当山第十九世天岳日玄上人が住職在任時、明治16年12月23日の夜に火災を被り百物蕩盡する。唯勧請し奉る所の三寶諸佛宗祖等の御霊像及び山門のみは幸いに祝融を免れる。翌明治17年高橋日圓上人が当山二十世の傳燈を継承し、同年1月9日舊鐘楼跡に鬼子母神堂を建て仏祖三寶等を假に安置し、後明治22年本堂、庫裡を建立し舊観を復せり。この時、境内に安置された鬼子母神像は日本に3体の尊像と言われている。当時は夏のお盆施餓鬼会は8月14日に行われてていたが、令和の現代では8月15日に行われている。

## 歴代住職
（この節の出典：）
```
  1, 本成院日念  寛永  8・ 4・10 (1631)
  2, 寿量院日選  万治  3・ 8・13 (1660)
  3, 本隆院日永  明響  3・ 9・ 9 (1657)
  4, 慈眼院日厳  延宝  5・ 6・13 (1677)
  5, 知見院日晴  貞享  3・ 5・ 5 (1686)
  6, 自足院日敷  貞享  3・ 3・ 9 (1686)
  7, 観自院日信  享保  6・ 5・11 (1721)
  8, 信行院日順  享保 18・11・30 (1733)
  9, 常光院日慈  享保 16・ 1・28 (1731)
 10, 玄成院日円  元禄  9・ 9・ 1 (1696)
 11, 性梧院日和  天明  1・ 9・25 (1781)
 12, 宝樹院日馨  寛政  1・ 4・ 8 (1789)
 13, 玄了院日芳  文政 11・ 4・ 5 (1828)
 14, 霊寿院日擁  弘化  4・ 8・ 1 (1847)
 15, 真譲院日顕  天保  9・ 4・ 2 (1838)
 16, 観珠院日養  天保 12・ 5・11 (1841）
 17, 透純院日円  文久  1・ 9・25 (1861)
 18, 良知院日湛  明治  4・10・16 (1871)
 19, 瑞珠院日玄  明治 20・11・ 7 (1887)
 20, 妙行院日円  昭和  6・ 4・ 6 (1931)
 21, 寂光院日新  昭和 19・ 5・ 3 (1944)
 22, 自修院日芳
 23, 自楽院日仁
 24, 自厳院日諦（当代 中島海解）

```